# Евгений (Бережков)
Епископ Евгений (в миру Иван Николаевич Бережков; 15 [27] марта 1864, Владимирская губерния — 24 октября 1921, Иваново-Вознесенская губерния) — епископ Православной российской церкви, епископ Костромской и Галичский.

## Биография
Родился 15 (27) марта 1864 1864 года в селе Мостцы (Владимирский уезд, ныне Камешковский район Владимирской области) в семье настоятеля местного храма Николая Петровича Бережкова (?—06.02.1876) — с 1874 года он служил в родном селе Бережок Юрьевского уезда Владимирской губернии.
В 1884 году окончил Владимирскую духовную семинарию по первому разряду и был определён учителем Афанасьевского народного училища в Александровском уезде.
30 августа 1887 году рукоположён во диакона.
В 1893 году поступил в Московскую духовную академию, которую окончил в 1897 году со степенью кандидата богословия.
1 ноября 1897 года пострижен в монашество в Боголюбовском монастыре, а 9 ноября рукоположён во иеромонаха и назначен инспектором Владимирской духовной семинарии. В 1899 году возведён в сан архимандрита и определён ректором той же семинарии.
Награждён орденами святого Владимира 4-й (1905) и 3-й (1909) степени и святой Анны 2-й степени.
27 ноября 1905 года в Успенском соборе города Харькова хиротонисан во епископа Сумского, викария Харьковской епархии. Чин хиротонии совершали: архиепископ Харьковский Арсений (Брянцев), епископ Полтавской Иоанн (Смирнов), епископ Таврический Алексий (Молчанов) и епископ Прилукский Гавриил (Голосов).
С 22 мая 1909 года — епископ Приамурский и Благовещенский. 29 июля прибыл в Благовещенск.
В 1910 году получил от Синода разрешение на открытие вблизи Хабаровска Тунгусского мужского монастыря в честь Феодоровской иконы Божией Матери. В том же году трудами епископа Евгения был открыт Благовещенский женский монастырь в честь Албазинской иконы Божией Матери, учреждённый в 1908 году по ходатайству епископа Владимира (Благоразумова). 30 марта 1912 года состоялось освящение нового здания свечного завода. Благовещенская духовная семинария была восстановлена в составе всех классов, произведён ремонт семинарских зданий. Ежегодно проводились богословские чтения для народа. За пять лет в Амурской области было построено 20 храмов и получено разрешение на строительство ещё одиннадцати, открыто около 50 церковно-приходских школ. Епископ Евгений пользовался в епархии любовью за внимание к пастве и клиру.
С 11 июля 1914 года — епископ Костромской и Галичский, 16 сентября прибыл в Кострому. Был председателем Костромского отдела Императорского православного палестинского общества.
Архиерейское служение пришлось на Первую мировую войну, принимал меры по созданию госпиталей для раненых, оказанию помощи беженцам и семьям фронтовиков. Летом 1916 года поддержал инициативу Костромской городской думы об устройстве в Воскресенском храме мемориала памяти погибших на войне костромичей.
25 декабря 1916 года в городской думе Костромы сказал по случаю убийства Григория Распутина: «Поздравляю вас с радостью, случившеюся в последние дни. Одеяло из чёрных облак, омрачавших наш небосклон, спустилось».
Сочувственно встретил Февральскую революцию. 10 марта 1917 года в проповеди отождествил самодержавие с «вековыми оковами», с падением которых исчезли-де все препятствия на пути шествия России «по пути к свободе, солнце которой во всём блеске засияло на св. Руси».
Член Поместного собора Православной российской церкви 1917—1918 годов, участвовал в 1–2-й сессиях, член II, VIII, XVI отделов. В декабре 1917 года тяжело заболел, но 30 января 1918 года присутствовал на Соборе и участвовал в прениях по докладу о епархиальном управлении. 6 марта получил от патриарха и Синода 4-месячный отпуск. 3 августа 1918 года на Соборе было зачитано сообщение епископа Евгения о нападении красноармейцев на костромской Анастасиин женский монастырь. Не смог снова прибыть в Москву, так как военно-революционный штаб запретил ему покидать Кострому.
8 августа 1918 года Поместный собор постановил считать епископа Евгения в отпуске. 23 августа он был определён на покой.
По воспоминаниям старожилов села Писцова, просил захоронить его напротив входа в храм, «чтобы как можно больше людей попирали ногами мою могилу, и чтобы Господь простил мне множество моих грехов». Согласно метрической книге Троицко-Воскресенской церкви села Писцова, умер 24 октября 1921 года от кровоизлияния в мозг. Похоронен 30 октября на кладбище села Писцова напротив входа в Казанскую церковь (ныне Комсомольский район Ивановской области). В ночь после погребения могила была осквернена: её разрыли, вскрыли гроб — искали драгоценности, так как считали, что епископа должны хоронить с золотым крестом и другими драгоценностями.
В юбилейной брошюре «Костромские епархиальные архиереи со времени открытия епархии», выпущенной по случаю 250-летия Костромской епархии, приведены неверные сведения о епископе Евгении: «Расстрелян в 1922 году в период ленинских гонений на Христову Церковь в России».